# Climax (filme)
Climax é um filme de terror psicológico franco-belga de 2018 dirigido e escrito por Gaspar Noé. Situado em 1996, o filme segue uma trupe de dança francesa que realiza um ensaio de dias de duração em uma escola abandonada; a última noite de ensaio é um sucesso, mas o momento pós-festa do grupo toma um rumo sombrio quando a tigela comunitária de sangria é enriquecida com LSD, deixando cada um dos dançarinos em estados agitados, confusos e psicóticos.
O filme é notável por seu estilo e produção inusitados, tendo sido concebido e pré-produzido em apenas quatro semanas e rodado em ordem cronológica em apenas 15 dias: embora Noé tenha concebido a premissa, a grande maioria do filme não foi ensaiada no local. O elenco não recebeu nenhuma linha de diálogo de antemão e teve liberdade quase completa sobre para onde levar a história e os personagens. Climax apresenta escolhas incomuns de edição e cinematografia e inclui vários planos longos, incluindo um com mais de 42 minutos. O elenco do filme é composto quase exclusivamente por dançarinos que, além de Boutella e Souheila Yacoub, não tinham experiência anterior em atuação.
Climax estreou em 10 de maio de 2018 na sessão Quinzena dos Diretores no Festival de Cinema de Cannes de 2018, onde ganhou o Art Cinema Award. Foi lançado nos cinemas na França em 19 de setembro de 2018 pela Wild Bunch e na Bélgica em 21 de novembro de 2018 pela O'Brother Distribution. O filme recebeu críticas positivas, com muitos críticos elogiando sua direção, cinematografia, trilha sonora, coreografia e performances, embora alguns criticassem sua violência e percebessem a falta de história.

## Elenco
- Sofia Boutella como Selva
- Romain Guillermic como David
- Souheila Yacoub como Lou
- Kiddy Smile como Daddy
- Claude Gajan Maull como Emmanuelle
- Giselle Palmer como Gazelle
- Taylor Kastle como Taylor
- Thea Carla Schøtt como Psyché
- Sharleen Temple como Ivana
- Léa Vlamos como Eva
- Alaïa Alsafir como Alaïa
- Kendall Mugler como Rocket
- Lakdhar Dridi como Riley
- Adrien Sissoko como Omar
- Mamadou Bathily como Bart
- Alou Sidibe como Kyrra
- Ashley Biscette como Shirley
- Mounia Nassangar como Dom
- Tiphanie Au como Sila
- Sarah Belala como Jennifer
- Alexandre Moreau como Cyborg
- Naab como Rocco
- Strauss Serpent como Serpent
- Vince Galliot Cumant como Tito

## Produção

### Desenvolvimento
O filme é vagamente baseado na história real de uma trupe de dança francesa na década de 1990 que teve sua bebida alcoólica enriquecida com LSD em um pós-festa; nenhum outro incidente ocorreu durante o evento real, ao contrário do filme. A ideia de fazer um filme baseado na dança surgiu no final de novembro/dezembro de 2017, quando Noé foi convidado para um salão de vogue por Léa Vlamos (que eventualmente faria parte do elenco do filme): "Eu não poderia. Não acreditei na energia e na multidão – e então pensei: adoraria filmar esse tipo de gente. Também tinha visto aquele filme de David LaChapelle chamado Rize, sobre krumping. Fiquei impressionado com essas crianças dançando como elas estavam possuídos por forças do mal." Embora ele originalmente se sentisse inspirado para fazer um documentário sobre dança, ele teve a ideia de Climax no início de janeiro de 2018. Ele usou filmes dos anos 1970 para inspiração adicional, incluindo The Towering Inferno, The Poseidon Adventure e Shivers.
Ele afirmou que o filme era "tudo sobre pessoas criando algo juntas e fracassando na segunda metade. É como a história [bíblica] da Torre de Babel. A humanidade pode criar grandes coisas. E então com a influência do álcool, ou algum acidente, tudo cai. [...] lembro que quando era adolescente, aos 14 anos, fazia festas em minha casa e gostava de sangria, foi a primeira bebida alcoólica que tomei, mas sério, não precisa de drogas. para perder o controle, o álcool é mais que suficiente. Já vi muitas outras brigas ligadas ao álcool – isso pode deixar você louco". Em outra entrevista, ele afirmou que o tema do filme era "um grupo [de] pessoas criando algo juntas e depois desmoronando". Noé, que tinha experiência no uso de LSD, afirmou que o filme era mais sobre o impacto que o medo pode ter nas pessoas do que sobre o abuso de drogas. Ele também negou que o filme tivesse qualquer tipo de agenda moral, apontando que "Não são necessariamente os mais agressivos que são punidos. É principalmente sobre uma bagunça coletiva."

### Pré-produção
No início de janeiro de 2018, Noé teve a ideia de iniciar imediatamente a produção de Climax, e fazer o filme muito mais rápido do que nas produções típicas. Os produtores Vincent Maraval (que havia produzido os dois filmes anteriores de Noé, Enter the Void e Love) e Edouard Weil concordaram, com a condição de que Noé mantivesse a produção muito curta e a filmasse por um preço barato. Noé afirmou: "Todo o projeto aconteceu muito rapidamente. Começamos a escalar e preparar o filme no início de janeiro [2018], e estávamos filmando um mês depois em uma escola abandonada em um subúrbio de Paris. Foram filmagens mais alegres e rápidas que já fiz." Ele conseguiu encontrar rapidamente uma equipe, composta por pessoas com quem já havia trabalhado ou com quem queria trabalhar há muito tempo. A equipe incluía o diretor de fotografia Benoît Debie, a assistente de direção Claire Cobetta e o decorador de cenário Jean Rabasse.

### Escolha do elenco
O filme foi lançado durante o mês de janeiro de 2018. Era composto principalmente por dançarinos sem experiência em atuação, já que Noé encontrava o elenco principalmente em salões de vogue, batalhas de krumping ou na internet. Como vogue e krumping são danças em grande parte individuais, a maior parte do elenco não tinha experiência em dançar em grupo ou em sincronização. Quando questionado sobre o processo de seleção de elenco para o filme, Noé disse: "Fui ver alguns salões de vogue e batalhas de krump e fiquei hipnotizado pela linguagem corporal deles. Esses caras, que geralmente são muito pobres, tornam-se estrelas no palco uma vez por semana, um mês em um salão de vogue ou em uma batalha."
A coreógrafa do filme, Nina McNeely, foi quem teve a ideia de escalar Sofia Boutella. Os únicos membros do elenco com experiência em atuação foram Sofia Boutella e Souheila Yacoub; Boutella era dançarina há muitos anos, embora tivesse parado de dançar alguns anos antes e concordado em fazê-lo novamente para o filme. Um dos membros do elenco era um contorcionista no Congo, de quem Noé tinha ouvido falar quando procurava dançarinos incomuns e com quem entrou em contato antes de levá-lo para a França. Um agente mencionou Yacoub quando Noé pediu uma dançarina que fosse "capaz de gritar e berrar quando necessário [...] eu a conheci e fizemos um elenco rápido para ver o quanto ela conseguia gritar e dançar, e ela foi excelente e eu pensei: você pode começar na segunda-feira... ela pensou que eu estava brincando no começo. Ele reconheceu que os personagens interpretados por Boutella e Yacoub "teriam sido muito difíceis [para] alguém que não é realmente ator, pois eram mais complicados psicologicamente".

### Filmagens
Climax foi gravado em 15 dias em uma escola abandonada em Paris. Embora Noé tenha concebido uma história básica e dado ao elenco ideias sobre onde a história e os personagens poderiam ir, ele não escreveu nenhuma fala e deixou o elenco improvisar o diálogo e a maioria das situações diante da câmera; não houve ensaios, e apenas a premissa, os traços básicos de personalidade dos personagens e a cena inicial da dança foram planejados de antemão. Ele afirmou que quando o elenco lhe pediu um roteiro para que pudessem aprender suas falas, ele respondeu: "Não, basta vir ao set e fazer o que quiser, nunca vou pressioná-lo a fazer nada contra sua vontade e se você tiver alguma ideia, por favor diga-me." Noé deu várias ideias ao elenco, mas deixou-os livres para segui-las ou não: "Eu sabia o ponto inicial e o ponto final, mas não sabia o meio-termo. Por exemplo, inicialmente pensei A personagem de Sofia Boutella, Selva, acabaria com um menino, então pensei que talvez pudesse ser uma menina. Quando conheci a dançarina russa e perguntei a Sofia se ela se importava de terminar com ela, ela não... então. a coisa toda foi bem orgânica. Aí eu não sabia como a história do DJ iria terminar... ah, talvez ele termine com a jovem dançarina... Mas tudo foi filmado em ordem cronológica, o que deixa a porta aberta para qualquer um, uma espécie de reescrita." Ele afirmou que "O clima no set era tão alegre e amigável. As pessoas não estavam se perdendo. Perguntei a eles o que vocês gostariam de fazer no filme? Como você gostaria de chocar o público? Eu nunca pediria a eles que fizessem isso. fazer, o que eles não gostariam de fazer. Diga-me quem você quer beijar Quem você quer insultar? E eu perguntaria à outra pessoa, você se importaria se essa pessoa quisesse fazer isso ou aquilo? E, claro, a pessoa recíproca seria bem-vinda para [propor] qualquer coisa."
Após a cena de abertura e as fitas de audição, a trama do filme começa com um longo take de mais de 12 minutos, sendo os primeiros cinco minutos compostos por uma dança totalmente coreografada pelo elenco. A coreografia também não havia sido ensaiada antes das filmagens, com o elenco aprimorando a dança e acrescentando a cada tomada, com a ajuda de McNeely e do restante da equipe. Eles finalmente filmaram dezesseis tomadas, sendo a décima quinta a usada no filme; Noé afirmou que os dois últimos takes foram os únicos bons o suficiente para serem utilizados. Outra longa tomada central do filme dura mais de 42 minutos, quase metade do tempo de exibição do filme; Noé afirmou que "Eu estava operando a câmera, mas não tinha ideia de como enquadraria as cenas até imediatamente antes de entrar no set. Eu queria especialmente que a segunda metade do filme fosse uma tomada mestre contínua, mas como foi ia ser, eu não tinha ideia."
Sobre a cena de abertura, em que Lou é visto gritando na neve e os créditos finais rolam, Noé afirmou: "Eu vejo [o filme] como um livro e há um prólogo, ou no final um epílogo, uma bibliografia, ou uma nota pessoal adicional No caso deste filme, a primeira cena exagerada com ela ensanguentada, chorando na neve, não era para ser. Só nevou em Paris por dois dias e no segundo dia, eu. pensei em possivelmente aproveitar o clima. Pegamos um drone e filmamos a garota na neve de cima. No início, pensei que isso poderia ser feito se encaixasse na filmagem anterior, se fizéssemos neve lá fora e parecesse que eles estavam trancados. Então, peguei algumas máquinas de neve para recriar a coisa toda. Quando as pessoas mencionaram que havia alguma referência ao The Shining, não era nada é nada disso. Gostei da ideia de me livrar dos créditos no início do filme. Odeio terminar os créditos. Gosto de filmes dos anos 40, dos quais os filmes dos anos 50 terminavam abruptamente. Então, eu sabia como queria terminar o filme. Encontrei um ícone satânico que poderia colocar antes do filme começar. Como um presságio, algo vai ficar ruim, vai haver um grande drama, que o mundo vai virar um inferno."
Não havia um final claro em mente enquanto os atores improvisavam. Segundo Noé, a única diretriz narrativa dada ao elenco sobre o final da história foi que "os mais frágeis morreriam no final! Só os fortes sobreviveriam". As fitas de entrevista apresentadas no início do filme não foram originalmente planejadas, mas o produtor de linha de Noé sugeriu que o elenco deveria ter falado mais no filme, e teve a ideia de entrevistá-los para possíveis filmagens extras para o lançamento na mídia local; acabou sendo adicionado ao filme. Essas cenas também foram totalmente improvisadas.
Embora também tenha apresentado drogas em filmes anteriores, Noé decidiu ter uma abordagem diferente em Climax: "Não queria fazer nenhum efeito visual ou sonoro para reproduzir a sensação que você tem quando está drogado. Seria engraçado fazer de outra forma, como filmar quase um documentário com cortes longos, vendo como os efeitos das drogas e do álcool são vivenciados, como é visto de fora, como tudo mostra e não como é". Ele também deixou o elenco livre para que seus personagens reagissem ao LSD da maneira que preferissem, já que as pessoas podem reagir de maneira muito diferente na vida real: "Eles estavam todos muito ansiosos para chegar à segunda parte das filmagens, com as drogas, e tudo enlouqueceu. Mostrei a eles todos esses vídeos; pessoas drogadas com LSD, cogumelos, crack, o que quer que fosse.

## Lançamento
O filme estreou em 13 de maio de 2018 no Festival de Cinema de Cannes, sendo exibido na Quinzena dos Realizadores onde ganhou o Prêmio Cinema de Arte.
O filme foi lançado na França em 19 de setembro de 2018 pela Wild Bunch Distribution e na Bélgica em 21 de novembro de 2018 pela O'Brother Distribution. Foi lançado no Reino Unido em 21 de setembro de 2018 pela Arrow Films, e nos Estados Unidos em 1 de março de 2019 pela A24.

### Marketing
Para a estreia no Festival de Cinema de Cannes, o material promocional do filme abordou com humor as respostas polarizadoras e as controvérsias em torno dos filmes anteriores de Noé, afirmando: "Você desprezou Seul contre tous, odiou Irréversible, execrou Enter the Void, amaldiçoou Love, venha celebrar Climax." Um estoque limitado de 100 cópias VHS do filme foi vendido pela A24.

## Recepção

### Bilheteria
Climax arrecadou US$ 817.339 nos Estados Unidos e Canadá, e US$ 878.930 em outros territórios, para um total bruto mundial de US$ 1,7 milhão, contra um orçamento de produção de US$ 2,9 milhões.

### Recepção crítica
No site agregador de críticas Rotten Tomatoes, o filme detém um índice de aprovação de 69% com base em 186 críticas, com uma classificação média de 7,0/10. O consenso crítico do site diz: "Desafiador e gratificante em igual medida, Climax captura o escritor e diretor Gaspar Noé trabalhando perto de seu auge tecnicamente brilhante e visualmente distinto." No Metacritic, o filme tem uma pontuação média ponderada de 67 em 100 com base em 37 críticos, indicando "críticas geralmente favoráveis". A direção de Noé, a fotografia de Benoît Debie, a trilha sonora de Thomas Bangalter e as performances (tanto em termos de atuação quanto de dança) foram elogiadas; Boutella, em particular, foi destacada. No entanto, alguns criticaram a violência e a história. Os críticos concordaram que o filme tinha um estilo único, mas embora a maioria considerasse esta uma qualidade positiva, outros críticos não gostaram muito dele.
Em uma crítica positiva, Joseph Walsh, da Time Out, afirmou: "Inventiva e sedutora, esta peça de câmara infernal certamente dividirá opiniões. A câmera mergulha no caos, fundindo o teatro físico com uma paleta de vermelhos diabólicos e verdes travessos, tudo acompanhado ao pulsar do techno, parte musical, parte tratado político, e com mais do que uma piscadela para a Divina Comédia de Dante Alighieri, Noé está no seu estado mais decadente e diabólico. Hau Chu, do The Washington Post, também deu uma crítica positiva, afirmando que "Noé fez o que pode ser seu filme mais acessível e, sim, terno até agora, provocando a ideia de felicidade celestial – antes de ir direto para o inferno."
Ray Pride, da Newcity, deu uma crítica muito positiva, afirmando: "Climax é uma mistura rude, refinada, giroscópica e violenta... do céu e do inferno [com] um número de dança bravura com uma gama arrebatadora de corpos em orquestrações sensuais movimento e a câmera exibindo sua mobilidade pródiga por momentos a fio." Escrevendo para o Chicago Sun-Times, Richard Roeper foi menos positivo: embora tenha elogiado muito as várias cenas de dança, chamando-as de "uma sinfonia chocante, bela e perigosamente aventureira de braços, pernas e torsos, repleta de originalidade e sexualidade e fisicalidade quase violenta, tudo ambientado em uma batida de hip-hop implacável e aparentemente interminável", ele criticou os diálogos e as cenas de terror, afirmando que o filme "se transforma em um circo doentio de atrocidades, [o que] com a mesma frequência é mais irritante e em busca de atenção do que dramaticamente eficaz, e o enredo cada vez mais absurdo. Infelizmente, com a notável exceção da empática Boutella, o elenco de Climax consiste principalmente de dançarinos que não são atores. E, como atores, eles são realmente bons dançarinos."
Scott Craven, do The Arizona Republic, criticou o filme, avaliando-o com nota 1 de 5 e afirmando: "Climax são na verdade dois filmes, um em que você sai em uma festa com jovens dançarinos que são tão cansativos quanto flexíveis, e o outro com o mesmo grupo tomando ácido. Nem um pouco interessante [...] Gaspar Noé não se importa com o que você pensa. Ele faz filmes para provocar, se não para inspirar aborrecimento, até ódio; filho em um armário elétrico (dentro dele há um painel de circuito ameaçador que, se animado, engoliria a criança inteira), mesmo aqueles sem filhos se encolhem quando o menino grita por socorro. Noé ri do seu desconforto." Ele concluiu dizendo: "Basta descobrir se é um passeio que você quer fazer".
Em relação à resposta geral positiva a Climax, ao contrário da maioria dos seus filmes que eram mais polarizadores ou polêmicos, Noé afirmou brincando: "Devo estar fazendo algo errado. Tenho que tirar férias prolongadas e repensar minha carreira." Em outro ele afirmou: "Até meu pai me diz que é seu filme favorito, e muitos diretores me disseram que foi meu melhor filme. Nunca trabalhei tão pouco em algo e nunca fui tão parabenizado."